# Sneek (schip, 1666)
Het schip "De Sneek" (1666) was onderdeel van de Admiraliteit van Friesland die de Friese schepen moest uitrusten en bemannen. De Admiraliteit van Friesland benoemde Ruard Hillebrandtsz tot kapitein van "De Sneek". Het schip vocht mee in de Tweedaagse Zeeslag op 4 en 5 augustus 1666 tegen Engeland. Het schip werd zwaar beschadigd en de Engelsen staken het in brand, waarna het zonk. Het schip had 226 man aan boord, wat er met hen is gebeurd is onbekend gebleven.